# Camilo Cerviño
Camilo Rodolfo Cerviño (Buenos Aires, 21 marzo 1928 – Santiago de Cali, 16 novembre 2017) è stato un calciatore argentino, di ruolo attaccante.

## Carriera

### Club
Ha giocato nel campionato argentino e colombiano.

### Nazionale
Con la maglia della Nazionale ha trionfato a livello continentale nel 1947.

## Palmarès

### Nazionale
- Campeonato Sudamericano de Football: 1

Ecuador 1947